# 汉尼拔
漢尼拔·巴卡（拉丁語：Hannibal Barca，布匿語：𐤇𐤍𐤁𐤏𐤋 𐤁𐤓𐤒‬；前247年—前183年），北非迦太基军事家，出生在巴卡家族。其生長的時代正逢羅馬共和國勢力的崛起。少時隨父哈米爾卡進軍西班牙，並向父親立下要終身與羅馬為敵的誓言。他自小接受嚴格和艱苦的軍事锻炼，在軍事及外交活動上有卓越表現，現今仍為許多軍事學家所研究之重要軍事戰略家之一。
第二次布匿戰爭期間，率領軍隊從西班牙翻越庇里牛斯山和阿爾卑斯山，损失了大量傭兵，進入義大利北部，在特雷比亚河战役（前218年）、特拉西美諾湖戰役（前217年）和坎尼戰役（又稱康奈大戰，前216年）中巧妙運用計策（地形、兵種及天氣變化）引誘並擊潰羅馬人，進入羅馬國境的途中因眼疾而有一眼失明。坎尼戰役之後，羅馬人深感漢尼拔之軍事威脅，特別是情報搜集、行軍佈陣及外交分化羅馬聯盟上，於是減少與漢尼拔的軍團發生正面衝突，加強同羅馬聯盟之間的關係，施行焦土戰略，阻斷其軍需物資的補給，發行國債，增加軍團，從漢尼拔身上學會及改用游擊戰略，才逐漸奪回義大利南部的要塞。前204年，羅馬人在大西庇阿的率領下入侵迦太基本土，迫使漢尼拔回到非洲。前202年，大西庇阿於扎馬戰役擊敗漢尼拔。
戰後漢尼拔成為迦太基的行政官，以幫助迦太基從戰爭的瘡痍中恢復。前195年，在羅馬人的施壓下，漢尼拔出走東方，流亡到塞琉西王國，直到公元前189年，羅馬打敗安条克三世，並要求引渡漢尼拔，漢尼拔逃到小亞細亞北部的比提尼亞王國。即使如此，羅馬人仍然不放心漢尼拔，一直爭取把他引渡到羅馬受審，終於逼迫漢尼拔在前183年服毒自盡。

## 背景與早年生涯
漢尼拔出生在迦太基著名貴族家庭巴卡家族裡，是迦太基名將哈米爾卡·巴卡的長子。他有兩個弟弟哈斯德魯巴和馬戈。
迦太基在第一次布匿戰爭敗給羅馬之後，哈米爾卡為改善迦太基的前景，出兵征服伊比利亞半島。
根據史家蒂托·李維的記載，當漢尼拔央求與父親同行時，哈米爾卡要漢尼拔在神殿內發下了終生與羅馬勢不兩立的重誓。當哈米爾卡在戰爭中陣亡之後，其婿哈斯德魯巴繼任為統帥。
哈斯德魯巴採用以外交為軸心的策略，以鞏固迦太基在伊比利亞的經貿基礎為重，建立新迦太基城（今西班牙卡塔赫纳），並與羅馬定下條約，以埃布羅河為雙方界線，應許不將其勢力擴展至該河之北。伊比利亞半島豐富的礦產資源使迦太基不但有能力償還對羅馬的戰爭賠款，並再次逐漸壯盛起來。
哈斯德魯巴於前221年被凱爾特人刺殺身亡，漢尼拔在軍隊擁護之下接管軍權，並隨後獲得迦太基政府的正式任命。
接下來兩年內漢尼拔除了鞏固自己的聲勢之外並完成了對伊比利亞半島埃布羅河以南的征服戰。顧慮到漢尼拔日漸壯大的勢力，羅馬人與西班牙城市薩貢托結盟，宣佈此城為羅馬保護地。因為薩貢托遠處埃布羅河之南，漢尼拔認定此舉違反了雙方的條約，因此出兵將其包圍，並在八個月之後攻陷此城。對此羅馬向迦太基發出通牒，要其將漢尼拔交付與羅馬受審。面對漢尼拔此時如日中天的聲望，迦太基政府不但拒絕了羅馬的要求，並隨後向其宣戰，揭開了第二次布匿戰爭的序幕。於此漢尼拔決定率軍攻打意大利半島，將戰爭帶到敵人的領土上。

## 第二次布匿戰爭

漢尼拔入侵義大利路線，美國陸軍軍官學校歷史部門提供。

### 入侵義大利
羅馬在第一次布匿戰爭後完全掌握了地中海內的制海權，戰敗的迦太基受條款所限無法建立能與其抗衡的海軍。因此漢尼拔計畫了一條前所未有的策略，他在公元前218年春天從新迦太基出發，率軍翻越庇里牛斯山，穿過敵對高盧人的領土，在九月率領90000步兵，12000騎兵，及37隻戰象。渡過隆河，避開羅馬派進高盧軍隊的攔截，於秋天抵達阿爾卑斯山脈邊緣。
面對坎坷的氣候、險峻的地形，統帥一支種族語言參差混雜的軍隊，對抗山地部落不斷的騷擾攻擊，漢尼拔完成了在羅馬人眼中絕不可能達成的任務，在冬季成功跨過阿爾卑斯山，進入義大利北部。據估計在整個過程中漢尼拔損失了將近半數的兵力。

### 提基努斯河會戰
羅馬原本打算在高盧擊潰迦太基軍隊，進而入侵伊比利亞及北非迦太基領土，萬想不到漢尼拔會越過阿爾卑斯山，出現在帕杜斯河（波河）谷地內。當地各個高盧人部落不久前才臣服羅馬，漢尼拔的出現使他們紛紛叛變脫離羅馬的管制。
羅馬執政官兼遠征軍統帥普布利烏斯·科爾內利烏斯·西庇阿在高盧得訊之後，迅速將部隊由海路運回義大利，並打算在北部攔下漢尼拔的部隊。在經過短暫休息補充之後，漢尼拔首先收服了都靈地區的敵對部落，解除了對他軍隊後方的威脅。隨之於西元前218年12月在波河流域提契諾附近與羅馬軍交戰。漢尼拔善用其騎兵優勢，迫使羅馬軍退出倫巴底平原。戰鬥的損失極為稀少，且兩軍交戰後，雙方各部隊的主力都仍保持原有的戰鬥力，而普布利烏斯·科爾內利烏斯·西庇阿撤退特雷比亞河的另一側。
羅馬在這場小規模交鋒中的失敗，加速了當地高盧人的叛變，不久之後整個義大利北部的部落便全部倒向迦太基陣營。高盧與利古里亞傭兵的加入使漢尼拔的軍隊得以補充回40000人的全盛狀態，全面入侵義大利的日子指日可待。

### 特雷比亞河戰役

特拉比亞河戰役

在提契諾落敗受重傷的西庇阿帶領仍然完整的羅馬軍撤退至特雷比亚河對岸，並在普拉肯提亚紮營等待與援軍會合。在提契諾之役前，羅馬元老院早已傳令駐軍西西里島的執政官塞姆普羅紐斯·朗戈斯率軍趕回北方與西庇阿會合，聯合對付漢尼拔。漢尼拔在經過巧妙的行軍之後，將其陣營移至塞姆普羅紐斯援軍必行之路上，阻斷羅馬軍會合的計畫。但在他隨後攻打鄰近的克拉斯提迪乌姆，獲得大量的軍糧時，塞姆普羅紐斯趁機繞過迦太基軍，成功的與西庇阿會師。
當年十二月，兩軍在特雷比亚河畔展開決戰，漢尼拔充分展現了他過人的軍事天才，運用騎兵騷擾羅馬軍營，誘使急躁的塞姆普羅紐斯下令全軍出擊，進入漢尼拔設下的陷阱。在雙方正面交鋒得如火如荼之際，迦太基伏兵從埋伏之處湧出，突襲羅馬軍側翼。羅馬兵潰不成軍，全軍傷亡超過三分之一。

### 特拉西梅諾湖戰役

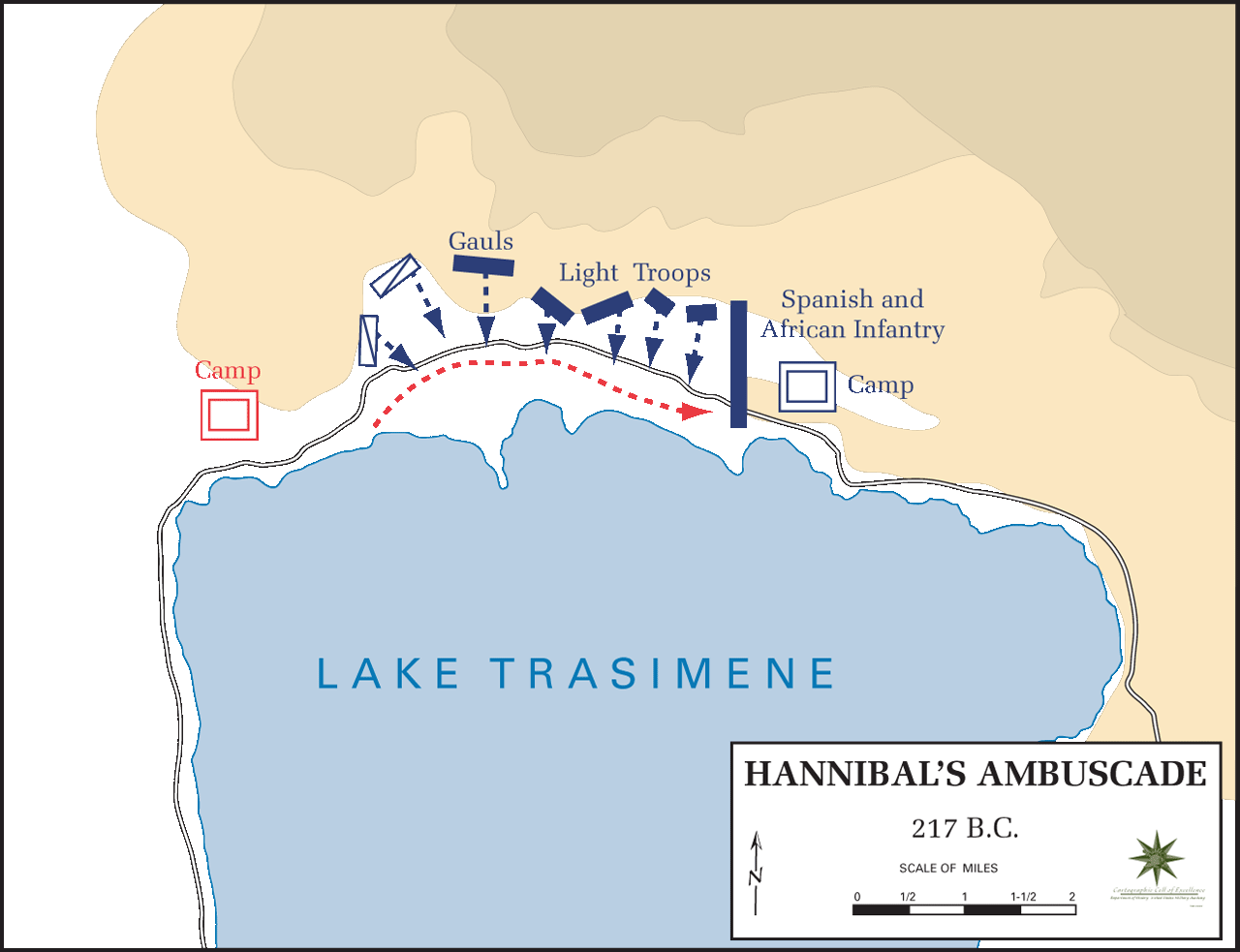
特拉西梅諾湖戰役，公元前217年。
美國陸軍軍官學校歷史部門提供

漢尼拔的勝利鞏固了他在意大利北部的力量，當年冬天他與高盧人一起紮營過冬。因高盧人對他的支持逐漸下滑，公元前217年春季，他決定南下尋找一個更穩定的基地。
為了防止漢尼拔攻打羅馬城，羅馬派出新上任的執政官格奈乌斯·塞尔维利乌斯與蓋約·弗拉米尼駐守東西兩條通往羅馬城的道路。能通往意大利中部的路徑，只剩下位於阿诺河口的一片沼澤區。漢尼拔十分清楚穿越這片沼澤的困難，在這個季節內該地淹水頻繁，但是要想進入意大利中部，此時這條路無疑是最近與最可行的選擇。
根據波利比奧斯的描述，漢尼拔的軍隊在備受疲勞與睡眠不足的情況下，在水中行軍了四天三夜之後穿過了沼澤，接著跨過亞平寧山脈，並在不受阻礙的情況下渡過阿诺河。在此過程中漢尼拔右眼因結膜炎失明，並且失去了許多士兵以及所有從開戰至今僅存的戰象。
抵達伊特魯里亞的漢尼拔決定引誘駐守在阿雷佐的弗拉米尼與他決戰，因此刻意四處破壞周遭的農田莊園，並以此向羅馬的意大利的盟邦顯示羅馬沒有保護他們的能力，以期瓦解他們與羅馬的聯盟。在種種方法失敗之後，漢尼拔大膽的把軍隊開到羅馬軍左側，截斷其通往羅馬城的道路。即便如此弗拉米尼仍繼續守城不出。至此漢尼拔決定朝普利亞行軍，期望弗拉米尼會尾隨而來。弗拉米尼在接獲漢尼拔退兵的消息之後終於按耐不住而出兵追趕。漢尼拔在特拉西梅諾湖北岸設下埋伏，當羅馬軍以縱隊通過湖畔的狹道時，迦太基軍隊不留情的從四面八方予其痛擊，羅馬軍在此役中全軍覆滅，統帥弗拉米尼隨軍陣亡。
至此漢尼拔消除了有能力阻擋他進軍羅馬城的唯一障礙，但意識到己方欠缺攻城所需的器械，漢尼拔決定前往意大利中部和南部，以說服各地起義背叛羅馬。在特拉西梅諾湖戰役之後，漢尼拔宣稱：『我並非來此與意大利人為敵，反之我是為了意大利人的自由而與羅馬為敵。』
羅馬元老院在特拉西梅諾湖慘敗之後任命费边·馬克西穆斯為獨裁官。费边一反羅馬尚武的傳統，命令軍隊與漢尼拔軍保持距離，限制其行動，但避開任何與其正面交鋒的機會，意在消耗漢尼拔軍隊的士氣、耐心與補給能力。漢尼拔多次嘗試著引誘費邊與其對決，但即使他的軍隊駛進義大利最富有的省分萨莫奈與坎帕尼亞，沿途破壞掠奪，費邊仍只是保持距離的尾隨著，始終不與他進入決戰。費邊消極的策略在羅馬極不受歡迎，他的政敵更公開指責他膽小懦弱。
當漢尼拔決定在冬天前離開被他破壞殆盡的坎帕尼亞時，他發現所有的退路都已被羅馬軍封住。漢尼拔用計使羅馬軍相信他將從森林逃脫，在羅馬軍轉移把守地時，漢尼拔佔下出路，使全軍在未受阻礙之下離開當地。雖然當時費邊就在咫尺之外，但他顧慮漢尼拔的詭計，仍選擇按兵不動。當漢尼拔安全的離開坎帕尼亞並在普利亞平原找到過冬基地的消息傳到羅馬之後，費邊的聲望嚴重受挫，不久之後他的任期屆滿，他的軍權隨之回到羅馬執政官手上。

### 坎尼戰役

坎尼战役：羅馬軍的崩溃，美國陸軍軍官學校歷史部門提供

前216年春天，漢尼拔先發制人的的攻下了羅馬人在普利亞平原的補給重地坎尼，截斷其對羅馬的糧食供應。此時羅馬元老院選出了兩位新的執政官盖乌斯·特雷恩蒂乌斯·瓦罗與卢基乌斯·埃米利乌斯·保卢斯，並為了將漢尼拔徹底剷除，動員了羅馬共和國史上最龐大的一支聯軍，估計人數最高多达十萬。
亟欲與漢尼拔一決高下的羅馬眾軍團在兩位執政官帶領下南行至普利亞，在奧凡托河左岸找到他之後，於距其六英里之處紮營。羅馬人將兩隻軍隊合併為一，兩位執行官輪流隔日掌管指揮權。其中一位執政官瓦羅是個生性魯莽傲慢的人，並一心渴望及早打敗漢尼拔。漢尼拔利用這個特點，派騎兵騷擾羅馬軍營並干擾其水源供應，被激怒的瓦羅在次日輪到他掌權時，動員全軍誓與漢尼拔一決勝負。
漢尼拔在此戰中使用了其舉世聞名的新月形戰術，在戰鬥初期將軍隊部署成中鋒凸起的陣形，以引誘羅馬軍集中攻打其中鋒。面對佔人數優勢的羅馬步兵，漢尼拔的中央步兵不久便節節後退，不疑有詐的羅馬軍湧入迦太基陣形中部，欲將其中鋒擊潰之後反抄其左右兩翼。至此迦太基軍陣形變成了凹陷的弦月狀，將羅馬主力包圍在其中，其中鋒並開始了頑強的反擊。迦太基優勢的騎兵在擊潰羅馬騎兵之後，在此時轉頭猛擊羅馬步兵的後方，至此漢尼拔成功的以較少的兵力徹底包圍了人數為其兩倍以上的羅馬軍。
羅馬軍徹底慘敗。據不同資料的估計，羅馬人在此役中死亡與被俘虜的人數大約有五到七萬人。死亡者名單上包括了羅馬執政官鮑魯斯（另一執政官瓦羅成功逃回羅馬），前任兩位執政官，兩位財務官，共和國四十八名軍團司令官中的二十九人，以及八十位元老院議員（約為羅馬共和國政府25%-30%的成員）。
此戰成為古羅馬歷史上最慘痛的敗北，亦為全球史上在單日中傷亡最嚴重的戰役之一。
坎尼戰役之後，羅馬人才了解到費邊的睿智，從此之後再也不與漢尼拔正面交鋒，改回使用被動的消耗戰。
羅馬在此戰中的慘敗動搖了它在義大利南部的聯盟，西西里島上的希臘城邦紛紛起義造反，漢尼拔隨與錫拉庫薩新國王希爾奧尼莫斯（Hieronymous）結盟。巴爾幹半島上的馬其頓國王腓力五世亦向漢尼拔傳書表達支持，並向羅馬展開了第一次馬其頓戰爭。許多人相信漢尼拔若是在此時得到迦太基在人力與器械上的增援，他極有可能成功的攻下羅馬城。
但事與願違，雖然同年中，義大利第二大城市卡普阿倒戈投入漢尼拔陣營，漢尼拔並隨之以此城作為他的新基地，但由始至終只有少數義大利城邦加入他的行列，羅馬在義大利的聯盟仍屹立不垮。

### 僵局
義大利戰爭至此陷入了一場僵局，羅馬人了解到要打敗漢尼拔，唯一的方法是充分的使用費邊的消耗戰略。羅馬人不給漢尼拔任何與其正面交鋒的機會，並不斷派出小部隊騷擾敵軍，旨在耗盡漢尼拔的精力，動搖其軍心。接下來的幾年內，漢尼拔在義大利南部進行了一系列成效不彰的軍事行動。
受限于地方城鎮低效率的補給、缺乏能獨當一面的將領、遲遲等不到迦太基的援軍、無法取得與羅馬相抗衡的資源等等因素，使得汉尼拔進軍羅馬城的希望越來越渺小。雖然在此期間漢尼拔仍與羅馬打了幾場顯著的勝仗，於前212年徹底摧毀兩支羅馬軍隊，並在前208年的一場戰役中殺死了兩名羅馬執政官，但他始终無法取得任何關鍵性的勝利。

### 退出義大利
前212年，漢尼拔攻下塔朗多，但無法成功佔領控制其港口。此時雙方的優勢已漸漸轉向羅馬。
羅馬在兩次圍城後於前211年奪回卡普阿，佔領錫拉庫薩，並在西西里島上摧毀了一支迦太基軍隊，平定了當地的起義。同時並與希臘本土的埃托利亚同盟結盟對付馬其頓的腓力五世，腓力在遭到四面圍攻之後不久便向聯軍臣服。
前210年漢尼拔再次展現其戰略天分，在普利亞地區赫尔多尼亚（Herdonea）之處重挫羅馬軍，並於前208年在Locri Epizephyri圍城戰中摧毀另一支羅馬部隊。但羅馬在這段時間內已漸漸奪回各地失去領土，並在前209年內攻下塔朗多，至此漢尼拔幾乎喪失了其對義大利南部的控制。
前207年，漢尼拔再次進軍普利亞，並在此等待與其二弟哈斯德魯巴·巴卡從西班牙帶來的援軍會合之後一起進軍羅馬城。哈斯德魯巴不幸的在義大利北部梅陶罗河被羅馬軍擊敗身亡。得此消息後，漢尼拔退至布鲁提乌姆，並在此度過他在義大利半島上的最後幾年。期間漢尼拔三弟马戈·巴卡在利古里亞行動的失敗（前205年-前203年），及與馬其頓國王腓力五世談判的破裂，為漢尼拔征服義大利的計畫鳴起喪鐘。
於前203年，在義大利征戰將近十五年後，漢尼拔被迦太基政府召回北非，以對抗由大西庇阿率領入侵迦太基的羅馬遠征軍。

### 返回迦太基
在漢尼拔尚未回迦太基前，大西庇阿率軍入侵北非，迦太基政府內的主和派打算與羅馬商討休戰協議。主戰派召回漢尼拔，恢復了民眾對戰爭的支持，漢尼拔被任命為軍隊統帥，掌管由非洲軍與漢尼拔從義大利所攜傭兵組成的聯軍。
前203年，漢尼拔與大西庇阿在和平談判中首次會面，儘管他們互相仰慕對方的軍事才華，在羅馬堅持指責迦太基違背第一次布匿戰爭後的合約之下，談判宣告破裂。不久雙方進行了關鍵性的扎馬戰役。

### 扎馬戰役
扎馬戰役與第二次布匿戰爭中其他戰役最大的不同點，在於迦太基在步兵數量上佔了優勢，反之在迦太基前盟友東努米底亞王马西尼萨倒戈加入羅馬陣營之後，羅馬軍首次擁有了騎兵優勢。雖然逐漸年老的漢尼拔在多年征戰義大利之後身心俱疲，但整體來講迦太基仍然佔有數量上的優勢，並擁有為數八十的戰象。
羅馬的優勢騎兵在戰鬥開始不久便擊潰迦太基騎兵並一路追出戰場，而大西庇阿設計的戰術陣形輕易的化解了漢尼拔象兵的威脅。即使如此，雙方仍進行了一場硬戰，戰情甚至一度顯示漢尼拔即將獲勝，但大西庇阿適時的重整其部隊，與全勝調頭歸來的羅馬騎兵向迦太基軍前後同時進擊。迦太基軍的陣線至此崩潰，據估計此戰迦太基損失了31000人，另有15000人受傷，而羅馬軍總共只損失了1500人。
迦太基在此役戰敗後對漢尼拔的軍事能力失去了信心，於是隨即向羅馬投降，正式結束第二次布匿戰爭。戰後羅馬向迦太基提出了極為苛刻的條款，除了鉅額戰爭賠款之外，迦太基失去了所有海外領土，海軍解散至只剩下十艘防海盜的軍船，並從此不得在未經羅馬許可下建立軍隊。

## 生涯晚期

### 戰後和平時期
46歲的漢尼拔在此時開始了他的政治生涯，並證明他在內政上的能力不亞於他的軍事才華。戰後他先低調行事了一陣子，但迦太基政局的腐敗使他不久之後便出頭予以整治，他被選為行政官後恢復了這個職位的威信，並進行了一系列成效顯彰的改革，使得迦太基可望在不大幅增加稅收的情況下分期付清對羅馬的戰爭賠款。

### 流亡與辭世

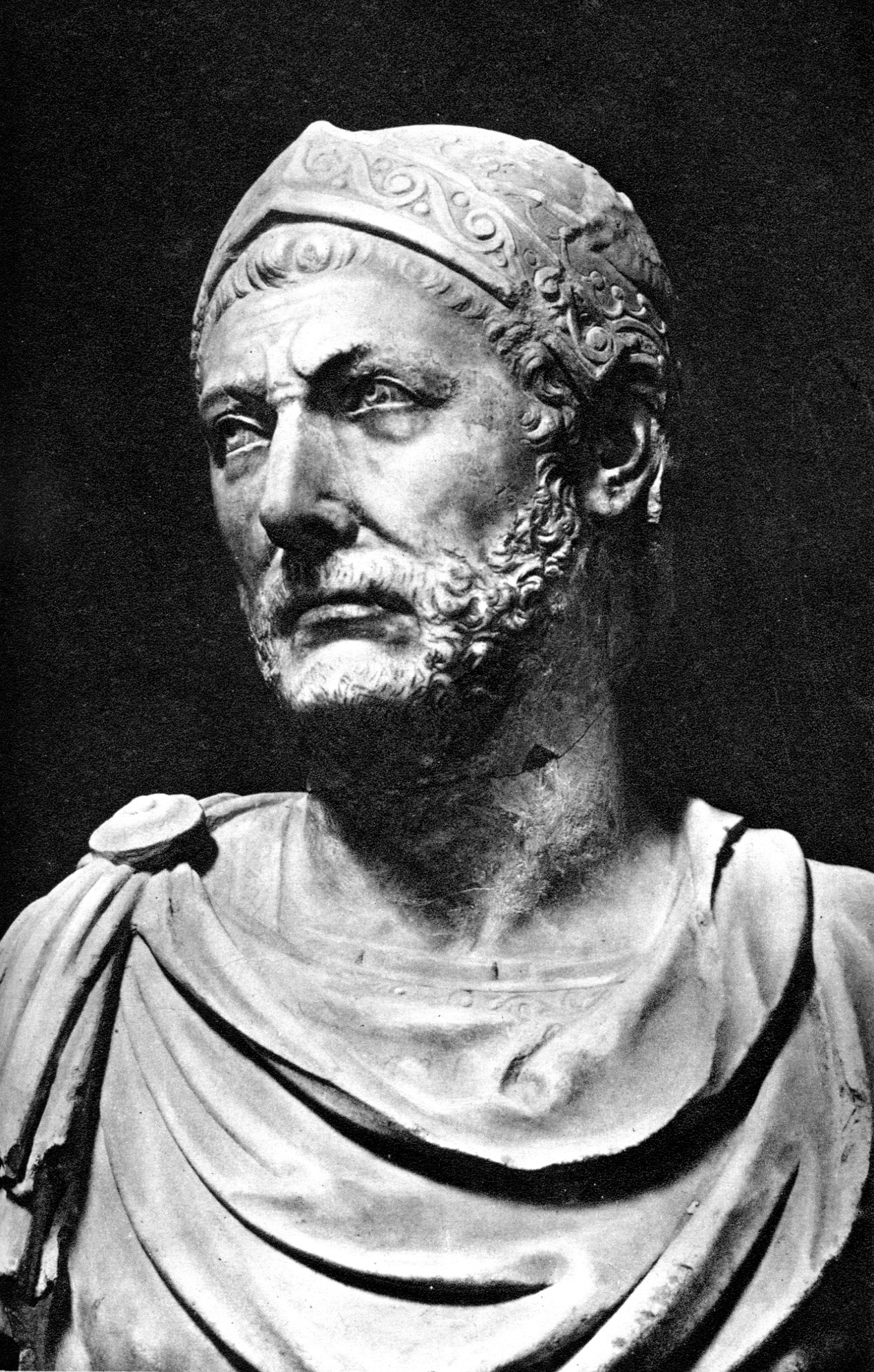
漢尼拔

扎馬戰役之後七年，羅馬人開始顧慮迦太基人復甦的經濟會對他們再次造成威脅，要求迦太基政府交出漢尼拔。漢尼拔為此自願流放離開迦太基。他首先拜訪了迦太基的故鄉腓尼基的推罗城，隨之旅行至以弗所，被準備向羅馬開戰的塞琉古帝国国王安條克三世奉為上賓。
漢尼拔不久便發現安條克的軍隊無法與羅馬軍的力量抗衡，因此建議他派遣艦隊登陸義大利南部，並自願率領這批軍隊。但聽信內臣進言後的安條克三世不願將任何重要職位交給漢尼拔，因此未予採納。據斯特拉波與普魯塔克所記，在這段期間內他亦花了一段時間在亞美尼亞王國宮廷中，幫國王阿尔塔克西一世興建新首都阿尔塔沙特。
前190年，漢尼拔受命指揮安條克的艦隊，但在錫德戰役被羅馬的盟軍擊敗。安條克在連串戰役中敗給羅馬之後，有意向羅馬人求和並交出漢尼拔，因此漢尼拔逃至克里特島，但不久便再次返回小亞細亞，投靠當時正與羅馬盟國帕加馬交戰的比提尼亞國王普魯西阿斯一世。漢尼拔在這場戰爭中為普魯西亞斯立下戰功，再次讓羅馬人決心使其就擒。在羅馬的要求下，普魯西亞斯同意將其交出，但決心不落入羅馬人手下的漢尼拔至此服毒自盡，据推测是服用鸦片自尽。
其死亡的正確年代仍受到爭議，但歷史學家李維的著作似乎暗示漢尼拔與小其十二歲的大西庇阿同於前183年過世，享年64歲。

## 脚注
1. ↑  布匿語的實際發音為「Ḥannibaʻ(a)l」或「Ḥannobaʻal」，意思是「巴耳的恩賜」。[1][2][3]一說其名字來源於布匿語詞彙「𐤋𐤏𐤁𐤍𐤃𐤀‬」（ ，實際發音為「ʼAdnibaʻal」），意思是「巴耳是我的主人」。[4]

## 征引
1. ↑  Baier, Thomas. 2004. Studien zu Plautus' Poenulus. P.174
2. ↑  Friedrich, Johannes, Wolfgang Röllig, Maria Giulia Amadasi, and Werner R. Mayer. 1999. Phönizisch-Punische Grammatik. P.53.
3. ↑  Benz, Franz L. 1982. Personal Names in the Phoenician and Punic Inscriptions. P.313-314
4. ↑  Brown, John Pairman. 2000. Israel and Hellas: Sacred institutions with Roman counterparts. P.126–128
5. 1 2  阿庇安 《罗马史》第七卷第一节
6. ↑  方真真、方淑如 <西班牙史> P30起
7. ↑  参见<鸦片的历史>